# Saint-Cibard
Saint-Cibard ist eine südwestfranzösische französische Gemeinde mit 365 Einwohnern (Stand: 1. Januar 2022) im Département Gironde in der Region Nouvelle-Aquitaine (vor 2016 Aquitaine). Sie gehört zum Arrondissement Libourne und zum Kanton Le Nord-Libournais. Die Einwohner werden Saint-Cibardais genannt.

## Lage
Saint-Cibard liegt etwa 47 Kilometer ostnordöstlich von Bordeaux. Hier entspringt der Fluss Palais. Umgeben wird Saint-Cibard von den Nachbargemeinden Tayac im Norden, Francs im Osten, Les Salles-de-Castillon im Südosten, Saint-Philippe-d’Aiguille im Süden und Südwesten sowie Puisseguin im Westen. 

## Bevölkerungsentwicklung
| Jahr                       | 1962 | 1968 | 1975 | 1982 | 1990 | 1999 | 2009 | 2020 |
| Einwohner                  | 247  | 207  | 191  | 190  | 201  | 192  | 223  | 193  |
| Quellen: Cassini und INSEE |      |      |      |      |      |      |      |      |

## Sehenswürdigkeiten

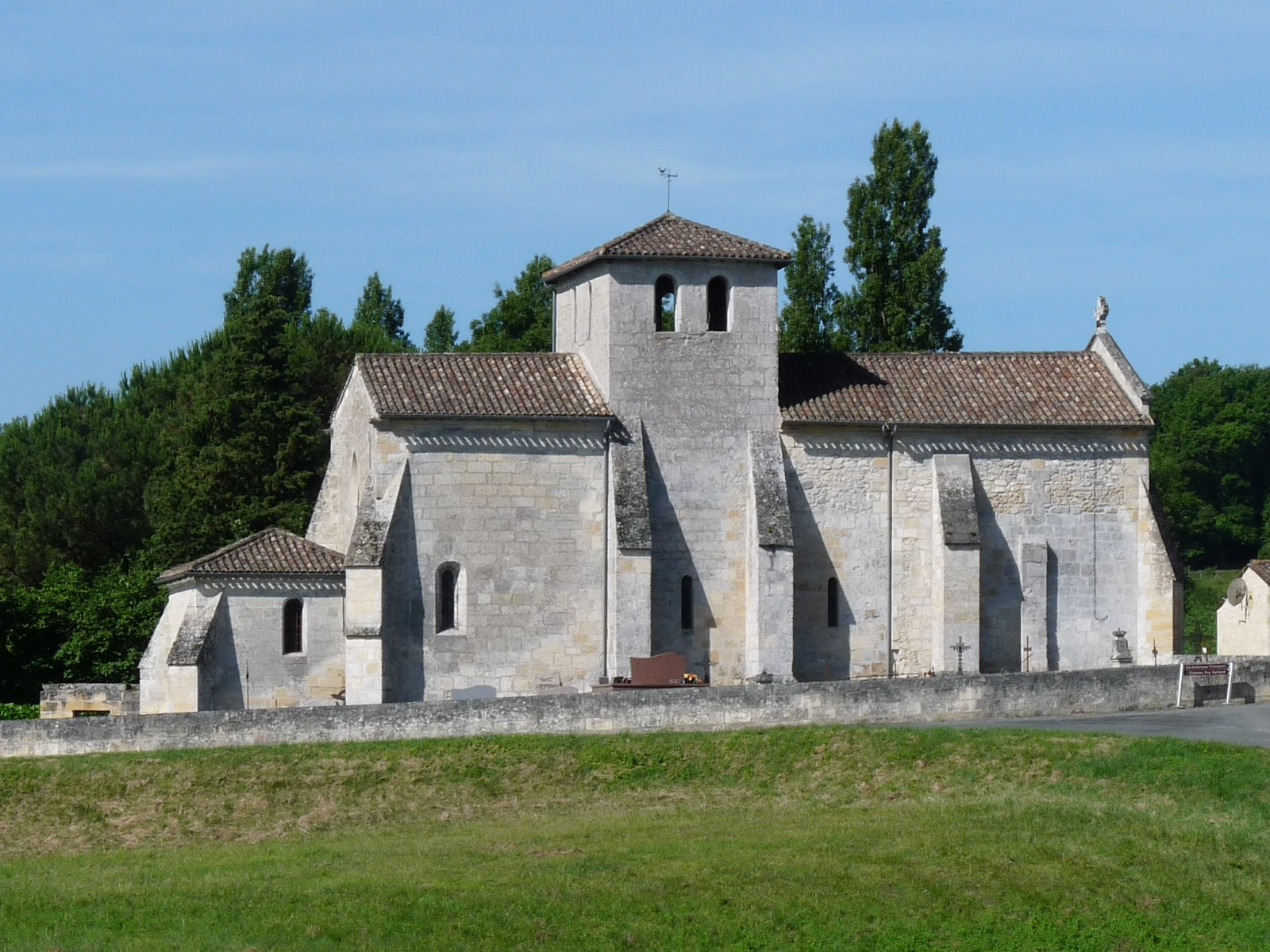
Kirche Saint-Cybard
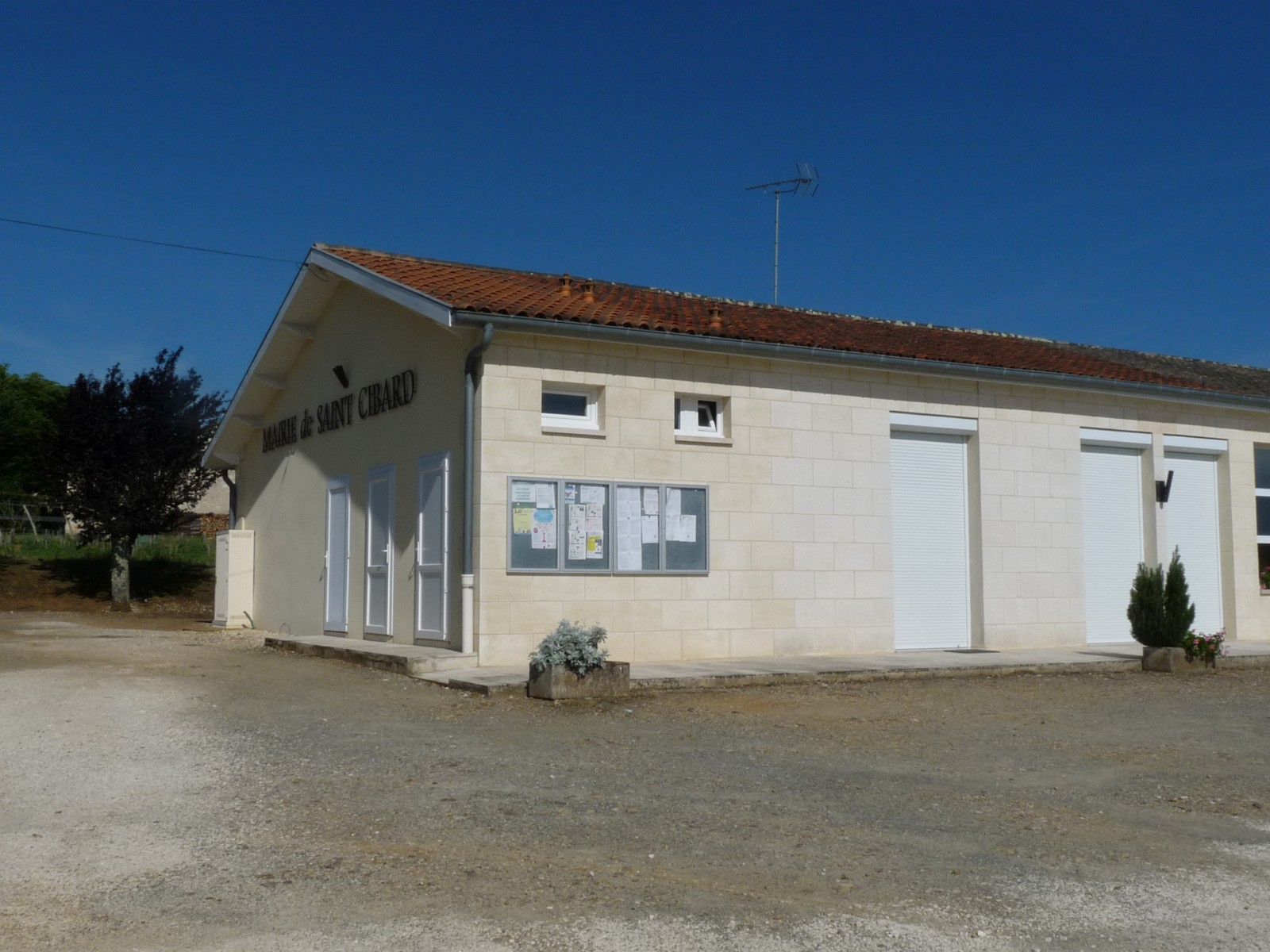
Rathaus
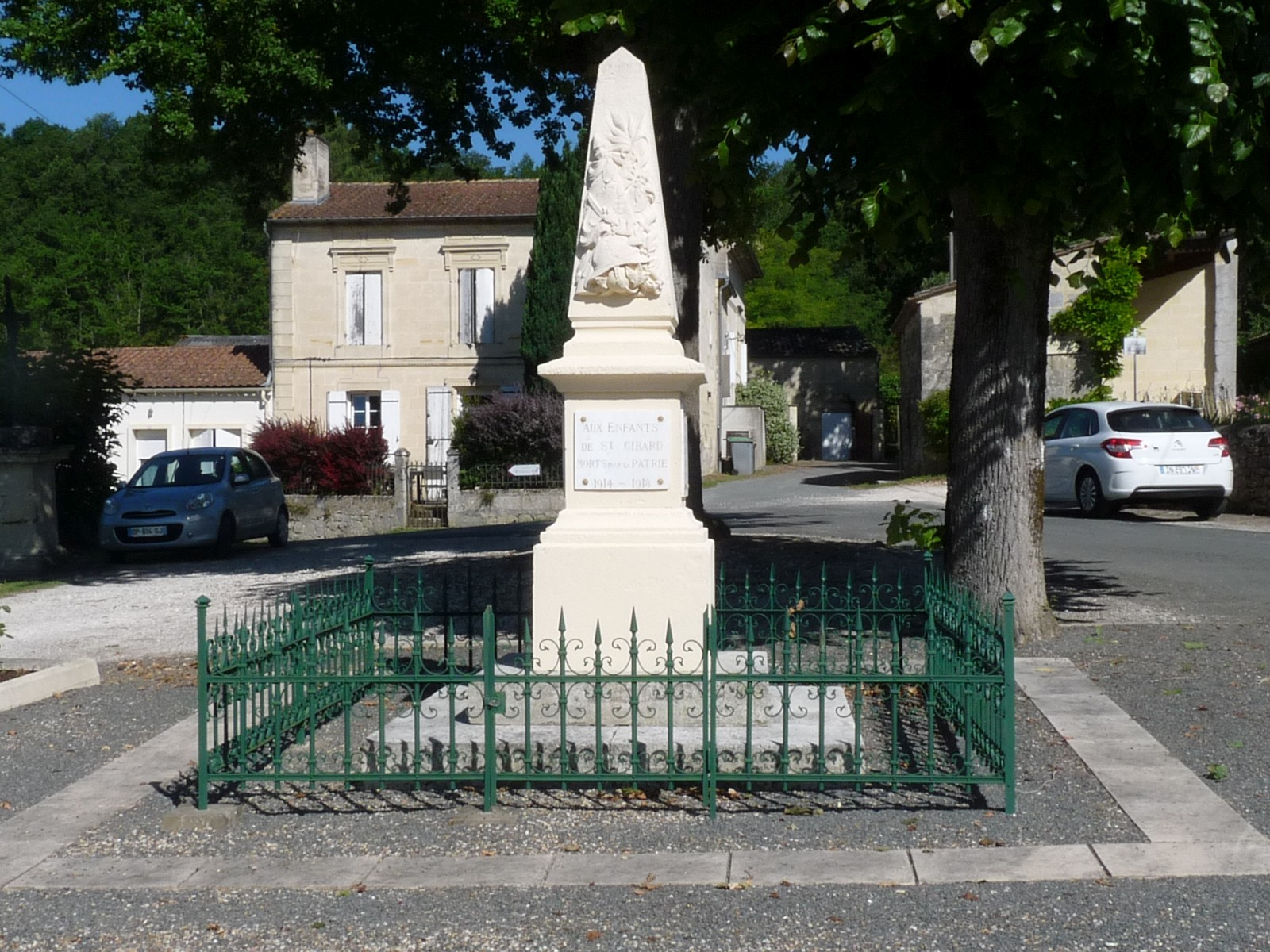
Gefallenendenkmal

- Kirche Saint-Cybard
- Rathaus
- Gefallenendenkmal